# Phil Brown (sciatore)
Philip Brown detto Phil (Toronto, 9 novembre 1991) è un ex sciatore alpino canadese.

## Biografia

### Stagioni 2007-2016
Attivo in gare FIS dal dicembre del 2006, Brown ha esordito in Nor-Am Cup il 10 dicembre 2007 a Panorama in supergigante (46º) e in Coppa Europa il 15 gennaio 2011 a Kirchberg in Tirol in slalom gigante, senza completare la prova. Il 6 gennaio 2011 ha colto a Mont-Garceau in slalom gigante il suo primo podio in Nor-Am Cup (3º) e ai successivi Mondiali juniores di Crans-Montana 2011 ha vinto la medaglia di bronzo nella combinata. Il 7 gennaio 2012 ha debuttato in Coppa del Mondo in slalom gigante sull'impegnativo tracciato di Adelboden, senza completare la gara, mentre il 12 marzo successivo ha conquistato la sua prima vittoria in Nor-Am Cup, giungendo primo nello slalom gigante disputato a Stowe.
Ha esordito ai Campionati mondiali nella rassegna iridata di Schladming 2013, ottenendo il 35º posto nello gigante e non qualificandosi per la finale dello slalom speciale. L'anno successivo ha preso parte ai XXII Giochi olimpici invernali di Soči 2014, sua prima presenza olimpica, classificandosi 29º nello slalom gigante e 20º nello slalom speciale; il 26 ottobre dello stesso anno ha colto a Sölden in slalom gigante il suo miglior piazzamento in Coppa del Mondo (21º) e ai Mondiali di Vail/Beaver Creek 2015 si è aggiudicato la medaglia d'argento nella gara a squadre, è stato 22º nello slalom gigante e non ha terminato lo slalom speciale.

### Stagioni 2017-2021
Due anni dopo ai Mondiali di Sankt Moritz 2017, suo congedo iridato, non ha completato slalom gigante e slalom speciale ed è stato 5º nella gara a squadre. Il 20 novembre dello stesso anno ha ottenuto a Copper Mountain in slalom speciale la sua ultima vittoria in Nor-Am Cup e il giorno successivo il suo ultimo podio nel circuito (2º), nelle medesime località e specialità; a fine stagione è risultato vincitore della Nor-Am Cup 2017, oltre che della classifica di slalom gigante (come già nel 2013).
Ai XXIII Giochi olimpici invernali di Pyeongchang 2018, sua ultima presenza olimpica, si è classificato 27º nello slalom gigante, 22º nello slalom speciale e 9º nella gara a squadre; la sua ultima gara in Coppa del Mondo è stata lo slalom speciale di Kranjska Gora del 10 marzo 2019, che non ha portato a termine. Si è ritirato al termine della stagione 2020-2021 e la sua ultima gara in carriera è stata uno slalom speciale FIS disputato il 4 marzo a Osler Bluff.

## Palmarès

### Mondiali
- 1 medaglia:
  - 1 argento (gara a squadre a Vail/Beaver Creek 2015)

### Mondiali juniores
- 1 medaglia:
  - 1 bronzo (combinata a Crans-Montana 2011)

### Coppa del Mondo
- Miglior piazzamento in classifica generale: 124º nel 2015

### Coppa Europa
- Miglior piazzamento in classifica generale: 37º nel 2015
- 2 podi:
  - 1 vittoria
  - 1 terzo posto

#### Coppa Europa - vittorie
| Data             | Località | Paese     | Specialità |
| ---------------- | -------- | --------- | ---------- |
| 21 novembre 2014 | Levi     | Finlandia | GS         |

Legenda:

GS = slalom gigante

### Nor-Am Cup
- Vincitore della Nor-Am Cup nel 2017
- Vincitore della classifica di slalom gigante nel 2013 e nel 2017
- 25 podi:
  - 6 vittorie
  - 10 secondi posti
  - 9 terzi posti

#### Nor-Am Cup - vittorie
| Data             | Località        | Paese       | Specialità |
| ---------------- | --------------- | ----------- | ---------- |
| 12 marzo 2012    | Stowe           | Stati Uniti | GS         |
| 15 marzo 2013    | Nakiska         | Canada      | GS         |
| 14 dicembre 2016 | Panorama        | Canada      | GS         |
| 15 dicembre 2016 | Panorama        | Canada      | GS         |
| 18 novembre 2017 | Copper Mountain | Stati Uniti | GS         |
| 20 novembre 2017 | Copper Mountain | Stati Uniti | SL         |

Legenda:

GS = slalom gigante

SL = slalom speciale

### South American Cup
- Miglior piazzamento in classifica generale: 6º nel 2014
- 1 podio:
  - 1 vittoria

#### South American Cup - vittorie
| Data              | Località             | Paese     | Specialità |
| ----------------- | -------------------- | --------- | ---------- |
| 11 settembre 2013 | Ushuaia Cerro Castor | Argentina | GS         |

Legenda:

GS = slalom gigante

### Campionati canadesi
- 8 medaglie[1]:
  - 2 ori (slalom speciale nel 2016; slalom speciale nel 2017)
  - 3 argenti (slalom gigante nel 2013; slalom speciale nel 2014; supergigante nel 2016)
  - 3 bronzi (slalom speciale nel 2015; combinata nel 2016; slalom gigante nel 2017)